# عين ولمان
عين ولمان مدينة وبلدية تابعة إقليميا لدائرة عين ولمان ولاية سطيف الجزائرية. بلغ عدد سكانها 73٬831 عام 2008.

## الموقع
تقع مدينة جنوب ولاية سطيف وتبعد عنها 33 كم.
كما تبعد عن العاصمة الجزائر حوالي 335 كم.يحدها من الشمال بلدية قصر الأبطال وقلال
ومن الشرق بئر حدادة ومن الغرب بلدية أولاد سي أحمد ومن الجنوب عين آزال. وبلدية صالح باي.

## وصلات خارجية
- عين ولمان آنفو
- موقع مدينة عين ولمان